# Bataille de l'île Valcour
Guerre d'indépendance des États-Unis
Batailles
La bataille de l'île Valcour est une bataille navale qui se déroula le 11 octobre 1776 sur le lac Champlain près de la frontière actuelle entre le Canada et les États-Unis. L'engagement principal a eu lieu dans la baie de Valcour, un détroit entre la rive de l'État de New York et l'île Valcour.
La bataille est généralement considérée comme l'une des premières batailles navales de la guerre d'indépendance des États-Unis, et l'une des premières de la marine militaire des États-Unis.
La plupart des navires de la flotte américaine, sous le commandement de Benedict Arnold, ont été capturés ou détruits par une force britannique sous le commandement du général Guy Carleton comprenant un contingent de  mercenaires canonniers allemands.

## Contexte

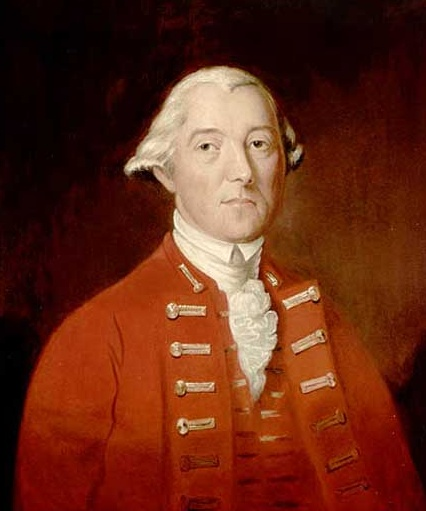
Le général Guy Carleton, gouverneur du Québec.

La guerre d'indépendance des États-Unis, qui a commencé en avril 1775 avec les batailles de Lexington et Concord, s'étend en septembre 1775 lorsque l'Armée continentale entreprend d'envahir la Province britannique de Québec. La province est vue par le Second Congrès continental comme une avenue possible pour des forces britanniques souhaitant attaquer et diviser les colonies rebelles, et se trouve à ce moment-là faiblement défendue. L'invasion atteint un point culminant le 31 décembre 1775, lorsque la bataille de Québec se termine en désastre pour les Américains. Au printemps  1776, 10 000 soldats britanniques et allemands arrivent à Québec, et le général Guy Carleton, gouverneur de la province, chasse l'Armée continentale du Québec et la repousse jusqu'à Fort Ticonderoga.
Carleton lance ensuite sa propre offensive destinée à atteindre l'Hudson, dont la partie navigable est séparée par un portage au sud du lac Champlain et s'étend jusqu'à New York. Le contrôle du cours supérieur de l'Hudson permettrait aux Britanniques de joindre leurs forces de Québec avec celles de New York, récemment capturé durant la campagne de New York par le major général William Howe. Cette stratégie permettrait de séparer les colonies américaines de Nouvelle-Angleterre de celles du Sud et de potentiellement vaincre la rébellion. Le lac Champlain, un lac long de 201 km et relativement étroit fut formé par l'action des glaciers pendant le dernier âge glaciaire, sépare les montagnes Vertes du Vermont des Adirondacks de l'État de New York. Ses 200 km de long et 20 km de largeur maximale engendrent plus de 900 km de rivage, avec de nombreuses baies, détroits et collines. Plus de 70 îles parsèment les 1 200 km2 de surface, même si pendant les périodes de basses et hautes eaux, ces valeurs peuvent varier. Le lac est relativement peu profond, avec une profondeur moyenne de 20 m. Coulant grosso modo du sud vers le nord, les eaux du lac se déversent dans la rivière Richelieu, où les chutes à Saint-Jean au Québec marquent l'extrémité nord de la partie navigable.

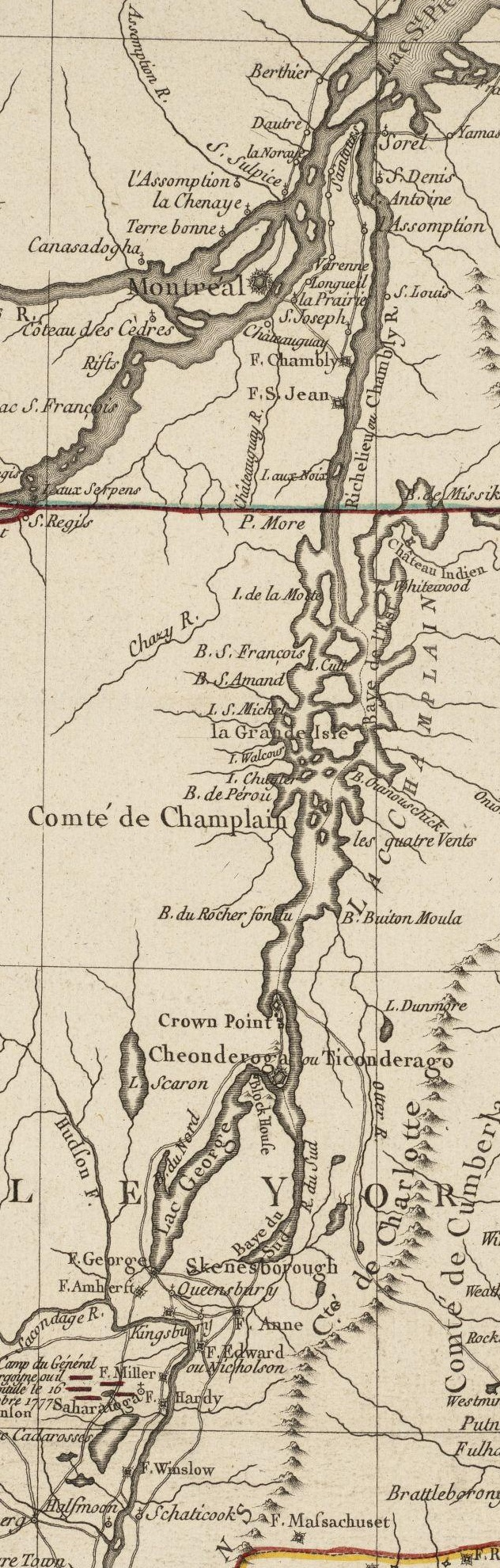
Détail d'une carte française de 1777 montrant le lac Champlain. L'île Valcour est en dessous et à gauche de La Grand Isle.

Les places fortes américaines que constituent Fort Crown Point et Fort Ticonderoga à proximité de l'extrémité sud du lac protègent l'accès à la partie navigable supérieure de l'Hudson. L'élimination de ces défenses nécessite le transport de troupes et de matériel depuis le fleuve Saint-Laurent contrôlé par les Britanniques à 150 km au nord. Les routes sont soit impraticables, soit inexistantes, faisant du transport par voie d'eau sur le lac la seule option viable. Les seuls navires présents sur le lac après la retraite américaine de Québec sont une petite flotte de navires légèrement armés que Benedict Arnold a rassemblée à la suite de la prise du Fort Ticonderoga en mai 1775. Cette flotte, même si elle tombe aux mains des Britanniques, est trop petite pour transporter l'importante armée britannique à Fort Ticonderoga.